# Seitskapelle

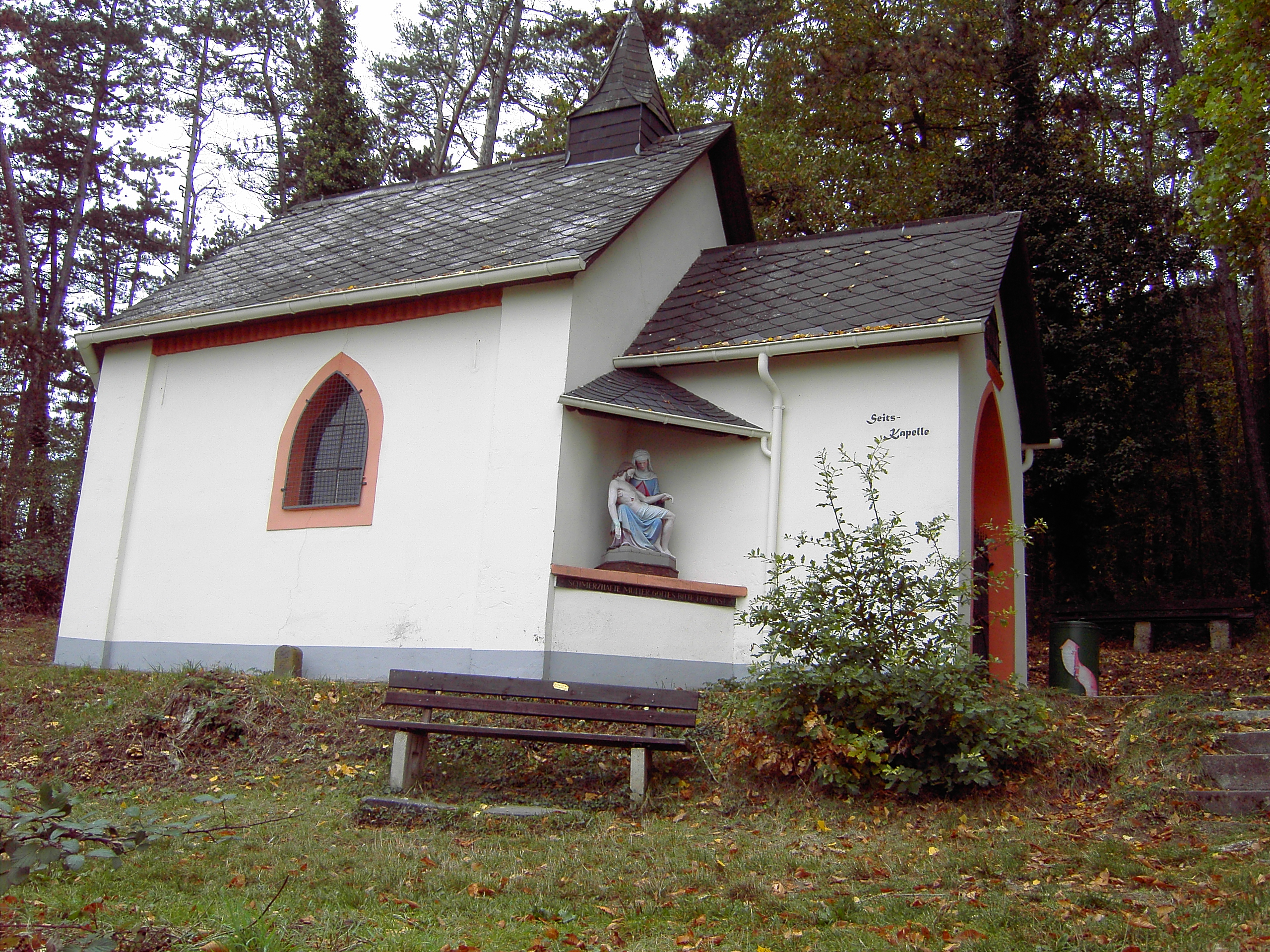
Seitskapelle

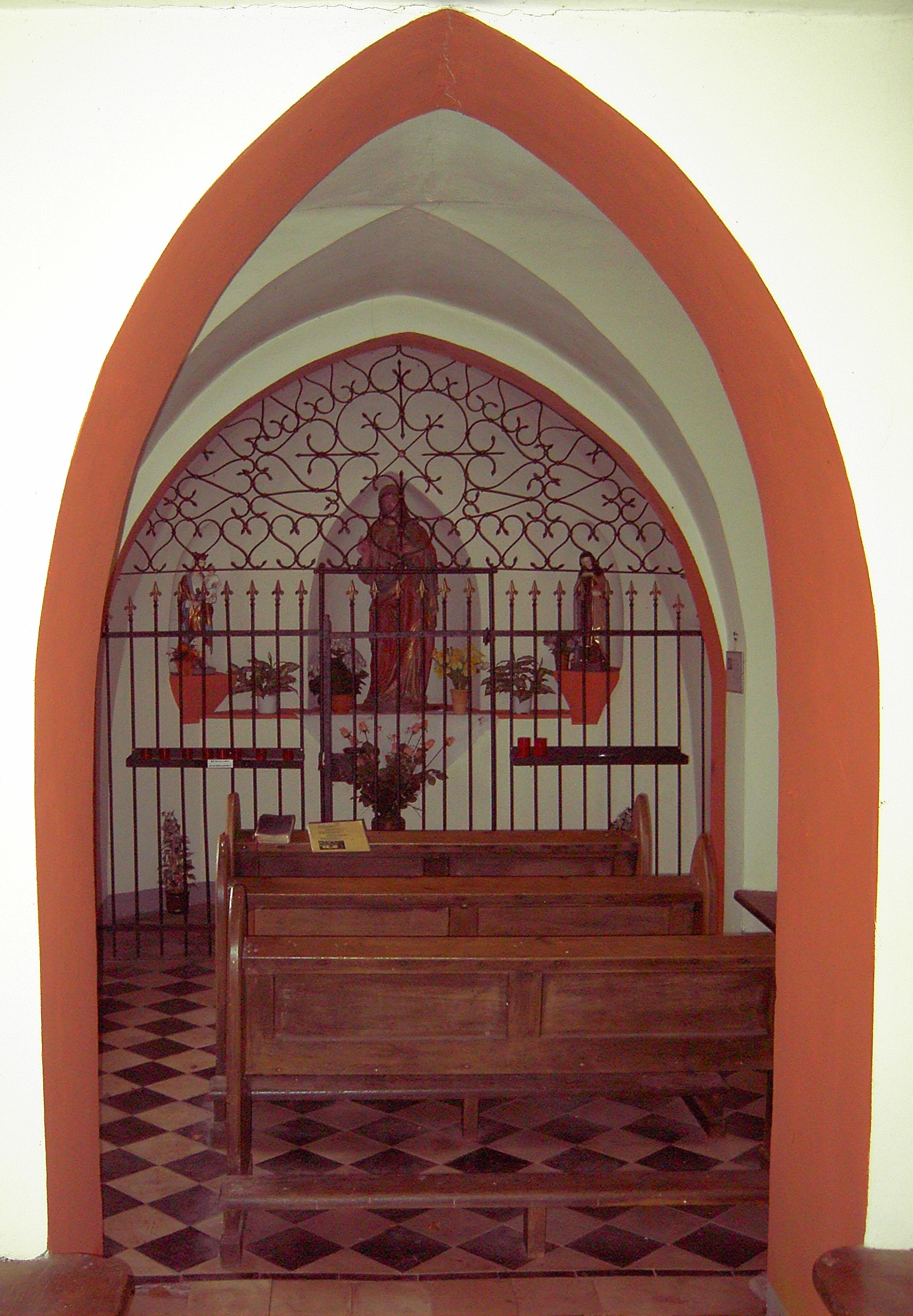
Innenraum der Seitskapelle

Die Seitskapelle wird ebenfalls Seits-Kapellenhäuschen genannt. Sie befindet sich auf dem Moselhöhenweg zwischen dem Moselweinort Klotten und der Kreisstadt Cochem.

## Baugeschichte
Das Gotteshaus wurde im 19. Jahrhundert erbaut. Hierbei entstand im Jahr 1859 zuerst ein Marien-Heiligenhäuschen, das von Johann Schunk II. und seiner Frau Maria Elisabeth geb. Wagner gestiftet wurde.
1881 kam als Anbau die Herz-Jesu-Kapelle hinzu. Obwohl beide eine Einheit bilden, sind die Einzelbauwerke klar und bewusst erkennbar geblieben.
Der Eingangsbereich stammt noch aus der Entstehungszeit, der Bodenbelag ist original erhalten. Die gemauerten Längsbänke wurden inzwischen entfernt. Die Passionsbilder sind von F. W. Bäsken und damit neueren Datums. Das ursprüngliche Vesperbild stammte aus dem 15. Jahrhundert, wurde jedoch gegen ein jüngeres ausgetauscht.
Ein schmiedeeisernes Gitter trennt den Chorraum ab. In diesem befindet sich eine Herz-Jesu-Statue von Carl Welter.